# ジャスティン・ウィリアムズ (野球)
ジャスティン・ポール・ウィリアムズ （Justin Paul Williams, 1995年8月20日 - ）は、アメリカ合衆国ルイジアナ州テレボーン郡ホーマ出身のプロ野球選手（外野手）。右投左打。アメリカ独立リーグ・アトランティックリーグのレキシントン・レジェンズ所属。

## 経歴

### プロ入りとダイヤモンドバックス傘下時代
2013年のMLBドラフト2巡目（全体52位）でアリゾナ・ダイヤモンドバックスから指名され、プロ入り。契約後、傘下のルーキー級アリゾナリーグ・ダイヤモンドバックスでプロデビュー。パイオニアリーグのルーキー級ミズーラ・オスプレイとA級サウスベンド・シルバーホークスでもプレーし、3球団合計で51試合に出場して打率.351、1本塁打、37打点を記録した。
2014年はルーキー級ミズーラとA級サウスベンドでプレーし、2球団合計で74試合に出場して打率.351、4本塁打、46打点、1盗塁を記録した。

### レイズ時代
2014年11月14日にジェレミー・ヘリクソンとのトレードで、アンドリュー・ベラスケスと共にタンパベイ・レイズへ移籍した。
2015年は傘下のA級ボーリンググリーン・ホットロッズとA+級シャーロット・ストーンクラブズでプレーし、2球団合計で122試合に出場して打率.277、7本塁打、48打点、6盗塁を記録した。オフにはオーストラリアン・ベースボールリーグのブリスベン・バンディッツでプレーした。
2016年はA+級シャーロットとAA級モンゴメリー・ビスケッツでプレーし、2球団合計で90試合に出場して打率.295、9本塁打、59打点を記録した。オフにはアリゾナ・フォールリーグに参加し、ピオリア・ハベリーナズに所属した。
2017年はAA級モンゴメリーでプレーし、96試合に出場して打率.301、14本塁打、72打点、6盗塁を記録した。オフの11月20日にルール・ファイブ・ドラフトでの流出を防ぐために40人枠入りした。
2018年は開幕をAAA級ダーラム・ブルズで迎えた。7月21日にメジャー初昇格を果たし、同日のマイアミ・マーリンズ戦でメジャーデビュー。

### カージナルス時代
2018年7月31日にトミー・ファムとのトレードで、ヘネシス・カブレラ、ロエル・ラミレスと共にセントルイス・カージナルスへ移籍した。移籍後はメジャー出場は無く、傘下のAAA級メンフィス・レッドバーズでプレーした。
2019年はAA級スプリングフィールド・カージナルスとAAA級メンフィスでプレーし、2球団合計で53試合に出場して打率.250、8本塁打、29打点、1盗塁を記録した。
2020年は2年ぶりにメジャーに復帰し、3試合に出場して打率.200を記録した。
2021年は開幕ロースター入りを果たし、4月16日のフィラデルフィア・フィリーズ戦でザック・エフリンからメジャー初本塁打を打った。首の硬直のため6月5日に10日間の負傷者リスト入りするまで51試合に出場し、打率.160、4本塁打、11打点を記録。10日後にAAA級メンフィスで復帰したが、そのままメジャーに戻ることなくシーズンを終え、オフの11月7日にノンテンダーFAとなった。

### フィリーズ傘下時代
2022年3月8日にフィラデルフィア・フィリーズとマイナー契約を結んだ。この年はマイナー4球団で計27試合に出場し、打率.211、1本塁打、11打点、4盗塁に終わり、オフの11月10日にFAとなった。

### 独立リーグ時代
2023年4月13日、アメリカン・アソシエーションのミルウォーキー・ミルクメンと契約を結んだ。31試合に出場して打率.225、3本塁打、16打点、3盗塁を記録したが、7月4日に自由契約となった。7月11日にアトランティックリーグのスタテンアイランド・フェリーホークスと契約を結んだ。21試合に出場して打率.314、5本塁打、12打点を記録した。
2024年はスタテンアイランドで開幕から2試合に出場し、6打数3安打（打率.500）、1打点を記録したが、5月10日に自由契約となった。5月18日に同リーグのヘイガースタウン・フライングボックスカーズと契約を結んだ。ここでは27試合に出場し、打率.177、3本塁打、11打点を記録した。6月25日に同リーグのレキシントン・レジェンズにトレード移籍した。

## 詳細情報

### 年度別打撃成績
| 年 度    | 球 団    | 試 合 | 打 席 | 打 数 | 得 点 | 安 打 | 二 塁 打 | 三 塁 打 | 本 塁 打 | 塁 打 | 打 点 | 盗 塁 | 盗 塁 死 | 犠 打 | 犠 飛 | 四 球 | 敬 遠 | 死 球 | 三 振 | 併 殺 打 | 打 率 | 出 塁 率 | 長 打 率 | O P S |
| -------- | -------- | ----- | ----- | ----- | ----- | ----- | -------- | -------- | -------- | ----- | ----- | ----- | -------- | ----- | ----- | ----- | ----- | ----- | ----- | -------- | ----- | -------- | -------- | ----- |
| 2018     | TB       | 1     | 1     | 0     | 0     | 0     | 0        | 0        | 0        | 0     | 0     | 0     | 0        | 0     | 0     | 0     | 0     | 0     | 0     | 1        | .000  | .000     | .000     | .000  |
| 2020     | STL      | 3     | 6     | 5     | 0     | 1     | 0        | 0        | 0        | 1     | 0     | 0     | 0        | 0     | 0     | 1     | 0     | 0     | 2     | 0        | .200  | .333     | .200     | .533  |
| 2021     | STL      | 51    | 137   | 119   | 10    | 19    | 0        | 0        | 4        | 31    | 11    | 0     | 1        | 0     | 0     | 17    | 5     | 1     | 46    | 2        | .160  | .270     | .261     | .531  |
| MLB：3年 | MLB：3年 | 55    | 144   | 125   | 10    | 20    | 0        | 0        | 4        | 32    | 11    | 0     | 1        | 0     | 0     | 18    | 5     | 1     | 48    | 3        | .160  | .271     | .256     | .527  |

- 2021年度シーズン終了時

### 年度別守備成績
| 年 度 | 球 団 | 右翼（RF） | 右翼（RF） | 右翼（RF） | 右翼（RF） | 右翼（RF） | 右翼（RF） |
| 年 度 | 球 団 | 試 合      | 刺 殺      | 補 殺      | 失 策      | 併 殺      | 守 備 率   |
| ----- | ----- | ---------- | ---------- | ---------- | ---------- | ---------- | ---------- |
| 2018  | TB    | 1          | 1          | 0          | 0          | 0          | 1.000      |
| 2020  | STL   | 2          | 1          | 0          | 0          | 0          | 1.000      |
| 通算  | 通算  | 3          | 2          | 0          | 0          | 0          | 1.000      |

- 2020年度シーズン終了時

### 背番号
- 6（2018年）
- 26（2020年 - 2021年）